# Appias nupta
Appias nupta is een vlindersoort uit de familie van de Pieridae (witjes), onderfamilie Pierinae.
Appias nupta werd in 1897 beschreven door Fruhstorfer.